# Entscheidungen des Bundessozialgerichts
Die Entscheidungen des Bundessozialgerichts (BSGE) sind eine von den Mitgliedern des deutschen Bundessozialgerichts herausgegebene, im Carl Heymanns Verlag, Köln, erscheinende Sammlung der wichtigen Entscheidungen des Bundessozialgerichts, analog zur Sammlung der Entscheidungen des Bundesverwaltungsgerichts, BVerwGE. Bis November 2019 sind 126 Bände erschienen. 
Der Abkürzung folgen beim Zitat üblicherweise Band, Seitenzahl, auf der die Entscheidung beginnt und Seitenzahl der einschlägigen Stelle: Die einzelnen Entscheidungen werden in der Form „BSGE 93, 283, 284“ zitiert. Das bedeutet, dass die zitierte Entscheidung in Band 93 der Entscheidungssammlung steht und auf Seite 283 beginnt; die Stelle, auf die es dem Zitierenden ankommt, steht auf Seite 284.
Entscheidungen ab 2018 können auf der Website des Gerichts eingesehen werden.